# Lepturges fischeri
Lepturges fischeri là một loài bọ cánh cứng trong họ Cerambycidae.